# 284891 Kona
284891 Kona è un asteroide della fascia principale. Scoperto nel 2009, presenta un'orbita caratterizzata da un semiasse maggiore pari a 3,1007074 UA e da un'eccentricità di 0,2045654, inclinata di 16,30110° rispetto all'eclittica.
L'asteroide è dedicato all'omonimo distretto delle Hawaii.